# Distrikt Pocsi
Der Distrikt Pocsi liegt in der Provinz Arequipa in der Region Arequipa in Südwest-Peru. Der Distrikt hat eine Fläche von 170 km². Beim Zensus 2017 lebten 493 Einwohner im Distrikt. Im Jahr 1993 lag die Einwohnerzahl bei 670, im Jahr 2007 bei 602. Die Distriktverwaltung befindet sich in der 3047 m hoch gelegenen Ortschaft Pocsi mit 189 Einwohnern (Stand 2017). Pocsi liegt 20 km südöstlich der Provinz- und Regionshauptstadt Arequipa.

## Geographische Lage
Der Distrikt Pocsi liegt im Südosten der Provinz Arequipa. Der Distrikt reicht im Nordosten bis zum 5665 m hohen Vulkan Picchu Picchu. Die Flüsse Río Mollebaya und Río Poroto entwässern das Areal nach Westen.
Der Distrikt Pocsi grenzt im Südwesten an den Distrikt Quequeña, im Westen an den Distrikt Mollebaya, im Norden an den Distrikt Characato, im Nordosten an die Distrikte San Juan de Tarucani und Puquina (Provinz General Sánchez Cerro) sowie im Süden an den Distrikt Polobaya.